# يوحنا ماير
يوحنا ماير (بالنرويجية: Johan Meyer)‏ (و. 1860 – 1940 م) هو بروفيسور، ومهندس معماري، ومصور نرويجي، توفي في أسكيم، عن عمر يناهز 80 عاماً.